# Мочвара
Мочваре су водена станишта која обухватају плитке стајаће воде и тла натопљено најчешће слатком водом.
Мочвару као чест облик стајаћих вода треба разликовати од:
- а) локве, плитке удубине са водом која пресушује током сушног периода
- б) баре, плитке водене масе којој Сунце допире до дна и одликује се бујним биљним растињем
- в) језера, која на земљи настају тек након леденог доба и у правилу се разликује еуфотички и афотички слој.

Мочваре се најчешће налазе у речним низинама или уз језера, односно у рељефним депресијама с интензивном вегетацијом. У мочварама се, за разлику од тресава, не ствара тресет. 
Према пореклу и начину дотока воде, мочваре се деле на:
- ниске, које се „хране“ само изданском подземном водом; код ових мочвара, вегетацијски слој је дебљи
- високе, које се „хране“ само површинском водом, практично једино атмосферским водама; овде је слој вегетације танак
- мешовите, које се прихрањују из оба извора; овај тип је најчешћи.

Исушивање мочвара врши се мелиорацијом помоћу дренажних канала и насипа.
То је животна околина у којем не расту стабла, понекад има грмља, а уопштено се ту налазе еколошке заједнице које успевају на мокром минералном па до органском тлу, а могу опстати само уз непрекидни вишак воде. Разграничење између мочвара и других типова биотопа није једноставно. Оне су међуоблик између других биотопа као што су тресетишта, водене површине које се исушују или мокре ливаде и грмишта. 
Типичне биљне врсте су из родова Eupatorium и Lysimachia, као и неке друге биљне заједнице које су врло важне као „паша“ за лептире и друге инсекте. 
Многе мочваре су угрожене или су у прошлом веку и раније потпуно исушене због потреба пољопривреде за обрадивим површинама или из здравствених разлога (маларија). У новије време је дошло до промене односа према мочварама. Схваћен је њихов значај као човекове животне средине, и чести су успешни напори за ренатурирањем тих подручја.